# Championnat du Portugal féminin de football 2006-2007
Navigation
Édition précédente Édition suivante
La saison 2006-2007du Championnat du Portugal féminin de football est la 22e édition de la compétition. À la suite de la modification du format de la compétition, 6 clubs participe à ce championnat. Chaque clubs affrontent à quatre reprises les cinq autres selon le principe des matches aller et retour, en deux phases, une première phase en matchs aller-retour tout comme la deuxième, les points de chaque phase s'additionnent.
Pour la 6e saison consécutive le 1º Dezembro, remporte le championnat et réalise même le doublé avec la coupe. Ecrasant ses rivales, les joueuses d'Helena Costa, ne concède que deux nuls, au cours de la saison, finissant avec 19 points d'avance, sur son dauphin, le Boavista FC, qui lui même possède une avance de quinze points sur le troisième. Le récent promu (Fonte-Boa), est relégué, et retourne pour la saison prochaine en II Divisão Nacional.

## Clubs participants
Ce tableau présente les cinq équipes qui disputent le championnat 2006-2007. On y trouve le nom des clubs, la date de création du club, le nom des stades ainsi que la capacité de ces derniers.
Légende des couleurs
- Vainqueur de la Campeonato Nacional Feminino la saison précédente.
- Promu de division inférieure.

| \| 1º Dezembro Escola Murtoense Boavista Várzea Fonte-Boa \| Localisation des clubs engagés. |
| 1º Dezembro Escola Murtoense Boavista Várzea Fonte-Boa                                       |

| Nom du club       | Date de création | Dernière montée | Division 2005-2006  | Stade                                    | Capacité | Titres | Classement saison précédente |
| ----------------- | ---------------- | --------------- | ------------------- | ---------------------------------------- | -------- | ------ | ---------------------------- |
| SU 1º Dezembro    | 1880             | 1994            | Campeonato Nacional | Campo Conde de Sucena                    | 1 000    | 6      | 1er                          |
| SM Murtoense      | 2002             | 2003            | Campeonato Nacional | Estádio Municipal da Murtosa             | 1000     | /      | 2e                           |
| ARC Várzea        | 1977             | 2000            | Campeonato Nacional | Campo de Jogos da Várzea                 | 1 000    | /      | 3e                           |
| Boavista FC       | 1903             | 1985            | Campeonato Nacional | Campo de Treinos do Estádio do Bessa XXI | 500      | 11     | 4e                           |
| Escola Molelinhos | -                | 1990            | Campeonato Nacional | Campo do Vale da Pata                    | 800      | /      | 5e                           |
| ADRC Fonte-Boa    | 1981             | 2001            | Campeonato Nacional | Campo do Cedro                           | 1 000    | /      | II Divisão                   |

## Compétition

### Règlement
Le classement est calculé avec le barème de points suivant : une victoire vaut trois points, le match nul un. La défaite ne rapporte aucun point.
Les critères utilisés pour départager les équipes en cas d'égalité au classement sont les suivants :
1. plus grand nombre de points dans les confrontations directes ;
2. plus grande différence de buts particulière ;
3. plus grande différence de buts générale ;
4. plus grand nombre de buts marqués.

### Classement première phase[1]
| Rang | Équipe            | Pts | J  | G | N | P | Bp | Bc | Diff |
| ---- | ----------------- | --- | -- | - | - | - | -- | -- | ---- |
| 1    | SU 1º DezembroT   | 28  | 10 | 9 | 1 | 0 | 39 | 8  | +31  |
| 2    | Boavista FC       | 24  | 10 | 8 | 0 | 2 | 26 | 19 | +7   |
| 3    | ARC Várzea        | 11  | 10 | 3 | 2 | 5 | 19 | 22 | -3   |
| 4    | SM Murtoense      | 9   | 10 | 2 | 3 | 5 | 17 | 21 | -4   |
| 5    | ADRC Fonte-BoaP   | 8   | 10 | 2 | 2 | 6 | 12 | 24 | -12  |
| 6    | Escola Molelinhos | 5   | 10 | 1 | 2 | 7 | 13 | 32 | -19  |

|  | Vainqueur de la compétition. |
|  | T Tenant du titre. P Promu de division inférieure. Pts points ; G victoires ; N match nuls ; P défaites Bp buts marqués ; Bc buts encaissés ; Diff différence de buts |

| Résultats (▼dom., ►ext.)                                   | 1ºD | Boa | Vár | Mur | Fon | Esc |
| SU 1º Dezembro                                             |     | 3-1 | 2-0 | 6-2 | 5-0 | 9-1 |
| Boavista FC                                                | 0-4 |     | 4-2 | 2-1 | 3-1 | 3-2 |
| ARC Várzea                                                 | 3-4 | 4-5 |     | 2-2 | 0-0 | 2-1 |
| SM Murtoense                                               | 0-1 | 1-2 | 1-3 |     | 1-1 | 5-1 |
| ADRC Fonte-Boa                                             | 0-4 | 1-2 | 2-1 | 2-3 |     | 2-0 |
| Escola Molelinhos                                          | 1-1 | 0-4 | 1-2 | 1-1 | 5-3 |     |
| - Victoire à domicile - Match nul - Victoire à l'extérieur |     |     |     |     |     |     |

### Classement final[1]
| Rang | Équipe            | Pts | J  | G  | N | P  | Bp | Bc | Diff |
| ---- | ----------------- | --- | -- | -- | - | -- | -- | -- | ---- |
| 1    | SU 1º DezembroT   | 56  | 20 | 18 | 2 | 0  | 79 | 14 | +65  |
| 2    | Boavista FC       | 37  | 20 | 12 | 1 | 7  | 39 | 37 | +2   |
| 3    | ARC Várzea        | 22  | 20 | 6  | 4 | 10 | 30 | 43 | -13  |
| 4    | Escola Molelinhos | 21  | 20 | 5  | 6 | 9  | 29 | 47 | -18  |
| 5    | SM Murtoense      | 19  | 20 | 4  | 7 | 9  | 26 | 38 | -12  |
| 6    | ADRC Fonte-BoaP   | 13  | 20 | 3  | 4 | 13 | 21 | 45 | -24  |

|  | Vainqueur de la compétition. |
|  | T Tenant du titre. P Promu de division inférieure. Pts points ; G victoires ; N match nuls ; P défaites Bp buts marqués ; Bc buts encaissés ; Diff différence de buts |

| Résultats (▼dom., ►ext.)                                   | 1ºD | Boa | Vár | Esc | Mur | Fon |
| SU 1º Dezembro                                             |     | 4-0 | 5-0 | 6-1 | 7-2 | 2-1 |
| Boavista FC                                                | 1-3 |     | 2-0 | 1-2 | 2-0 | 2-1 |
| ARC Várzea                                                 | 0-3 | 3-3 |     | 1-2 | 3-1 | 1-0 |
| Escola Molelinhos                                          | 1-1 | 1-2 | 4-1 |     | 0-0 | 3-1 |
| SM Murtoense                                               | 0-1 | 1-0 | 0-0 | 2-2 |     | 2-1 |
| ADRC Fonte-Boa                                             | 0-8 | 3-0 | 1-2 | 0-0 | 1-1 |     |
| - Victoire à domicile - Match nul - Victoire à l'extérieur |     |     |     |     |     |     |

### Évolution du classement
| Journée ╱ Équipe  | 1              | 2 | 3 | 4 | 5 | 6 | 7 | 8 | 9 | 10 | 11 | 12 | 13 | 14 | 15 | 16 | 17 | 18 | 19 | 20 |   |
| ----------------- | -------------- | - | - | - | - | - | - | - | - | -- | -- | -- | -- | -- | -- | -- | -- | -- | -- | -- | - |
| Journée ╱ Équipe  | SU 1º Dezembro | 2 | 2 | 2 | 2 | 1 | 1 | 1 | 1 | 1  | 1  | 1  | 1  | 1  | 1  | 1  | 1  | 1  | 1  | 1  | 1 |
| SM Murtoense      | 3              | 3 | 3 | 3 | 3 | 4 | 4 | 5 | 5 | 4  | 4  | 4  | 4  | 4  | 5  | 5  | 5  | 5  | 5  | 5  |   |
| ARC Várzea        | 4              | 4 | 5 | 6 | 4 | 3 | 3 | 4 | 4 | 3  | 3  | 3  | 3  | 3  | 3  | 3  | 3  | 3  | 3  | 3  |   |
| Boavista FC       | 1              | 1 | 1 | 1 | 2 | 2 | 2 | 2 | 2 | 2  | 2  | 2  | 2  | 2  | 2  | 2  | 2  | 2  | 2  | 2  |   |
| Escola Molelinhos | 6              | 6 | 4 | 4 | 5 | 5 | 5 | 6 | 6 | 6  | 6  | 6  | 6  | 5  | 4  | 4  | 4  | 4  | 4  | 4  |   |
| ADRC Fonte-Boa    | 5              | 5 | 6 | 5 | 6 | 6 | 6 | 3 | 3 | 5  | 5  | 5  | 5  | 6  | 6  | 6  | 6  | 6  | 6  | 6  |   |

## Bilan de la saison
| Championnat du Portugal féminin de football 2006-2007 |                           |
| Champion                                              | SU 1º Dezembro (7e titre) |
| Dauphin                                               | Boavista FC               |
| Coupes et trophées                                    |                           |
| Vainqueur de la Coupe du Portugal 2006-2007           | SU 1º Dezembro            |
| Coupe féminine de l'UEFA 2007-2008                    | SU 1º Dezembro            |
| Promotions et relégations                             |                           |
| Promus en Campeonato Nacional                         | Odivelas Futebol Clube    |
| Relégués en II Divisão Nacional                       | ADRC Fonte-Boa            |